# Axel Gustafsson (1839–1872)
Thorbjörn Daniel Magnus Axel Gustafsson (i riksdagen kallad Gustafsson i Jönköping, senare Gustafsson i Lindesberg), född 22 december 1839 i Hasslövs församling, Hallands län, död 21 juni 1872 i Fryele församling, Jönköpings län, var en svensk borgmästare och politiker. Han var borgmästare i Lindesberg 1871–1872. Gustafsson gifte sig 1868 med Siri Ekenman (1845–1928), dotter till häradshövdingen Fredrik Ekenman.
Gustafsson var ledamot av riksdagens andra kammare 1870–1872, invald i Östbo härads valkrets i Jönköpings län.